# Blue Butterfly (Violet UKの曲)
「Blue Butterfly」（ブルー・バタフライ）は2007年10月3日にネット配信されたViolet UKの楽曲。ボーカルはNina Bergmanが担当している。映画「カタコンベ」のサウンド・トラックCDにも収録されている。
映画『ソウ』シリーズのプロデューサー、マーク・バーグが、映画『カタコンベ』の日本版のテーマソングとしてYOSHIKIに制作を依頼したが、マーク・バーグと、監督のトム・コーカーが仕上がった「Blue Butterfly」を気に入り、メインテーマソングに採用した。
その後「Blue Butterfly」を聴いたソウシリーズのダーレン・リン・バウズマン監督が映画『REPO! レポ』の音楽総指揮をYOSHIKIに依頼した。

## タイアップ
- 映画『カタコンベ』テーマソング